# Billions (film)
Pour les articles homonymes, voir Billions.
Pour plus de détails, voir Fiche technique et Distribution.
Billions est un film américain réalisé par Ray C. Smallwood, sorti en 1920.

## Synopsis
La Princesse Triloff s'enfuit de Russie après la révolution et s'installe aux États-Unis, où elle devient mécène. Elle tombe amoureuse des vers d'Owen Carey, un poète pauvre, et devient son bienfaiteur anonyme. Lorsqu'Owen hérite une fortune de son oncle Krakerfeller, il prend l'identité de ce dernier et fait prendre sa propre identité à un des amis, Frank Manners. Un jour, Owen rencontre la princesse et tombe amoureux d'elle, mais est déçu de découvrir qu'elle s'est entichée de Manners. Elle finit par découvrir la vraie identité d'Owen et lui rend alors son amour. Mais, lorsqu'un testament tardif annule son héritage, il est intimidé par la richesse de la princesse et se réfugie dans sa mansarde. Elle le suit et, lorsqu'elle découvre que sa fortune a été confisquée par la révolution, ils se retrouvent pauvres tous les deux.

## Fiche technique
- Titre original : Billions
- Réalisation : Ray C. Smallwood
- Scénario : Charles Bryant, d'après l'adaptation par Charles E. Whittaker de la pièce L’Homme riche de Jean-José Frappa et Henry Dupuy-Mazuel
- Direction artistique : Natacha Rambova
- Décors : Alla Nazimova
- Costumes : Natacha Rambova
- Photographie : Rudolph J. Bergquist
- Montage : Alla Nazimova
- Société de production : The Nazimova Productions
- Société de distribution : Metro Pictures Corporation
- Pays d’origine :  États-Unis
- Langue originale : anglais
- Format : noir et blanc — 35 mm — 1,37:1 — Film muet
- Genre : Comédie
- Durée : 6 bobines
- Dates de sortie :  États-Unis : 6 décembre 1920

## Distribution
- Alla Nazimova : Princesse Triloff
- Charles Bryant : Krakerfeller / Owen Carey
- William J. Irving : Frank Manners
- Victor Potel : Pushkin
- John Steppling : Isaac Colben
- Marian Skinner : Mme Colben
- Bonnie Hill : Mazie Colben
- Emmett King : John Blanchard
- Eugene H. Klum : le chasseur